# Ziwolka-Bucht
Die Ziwolka-Bucht (russisch залив Цивольки Zaliv Civol'ki; auch Ziwolki-Bucht) ist ein Fjord an der Ostküste Nowaja Semljas in der Karasee nördlich von Russland.
Nicht zu verwechseln mit den Ziwolka-Inseln im Nordenskiöld-Archipel.

## Geschichte

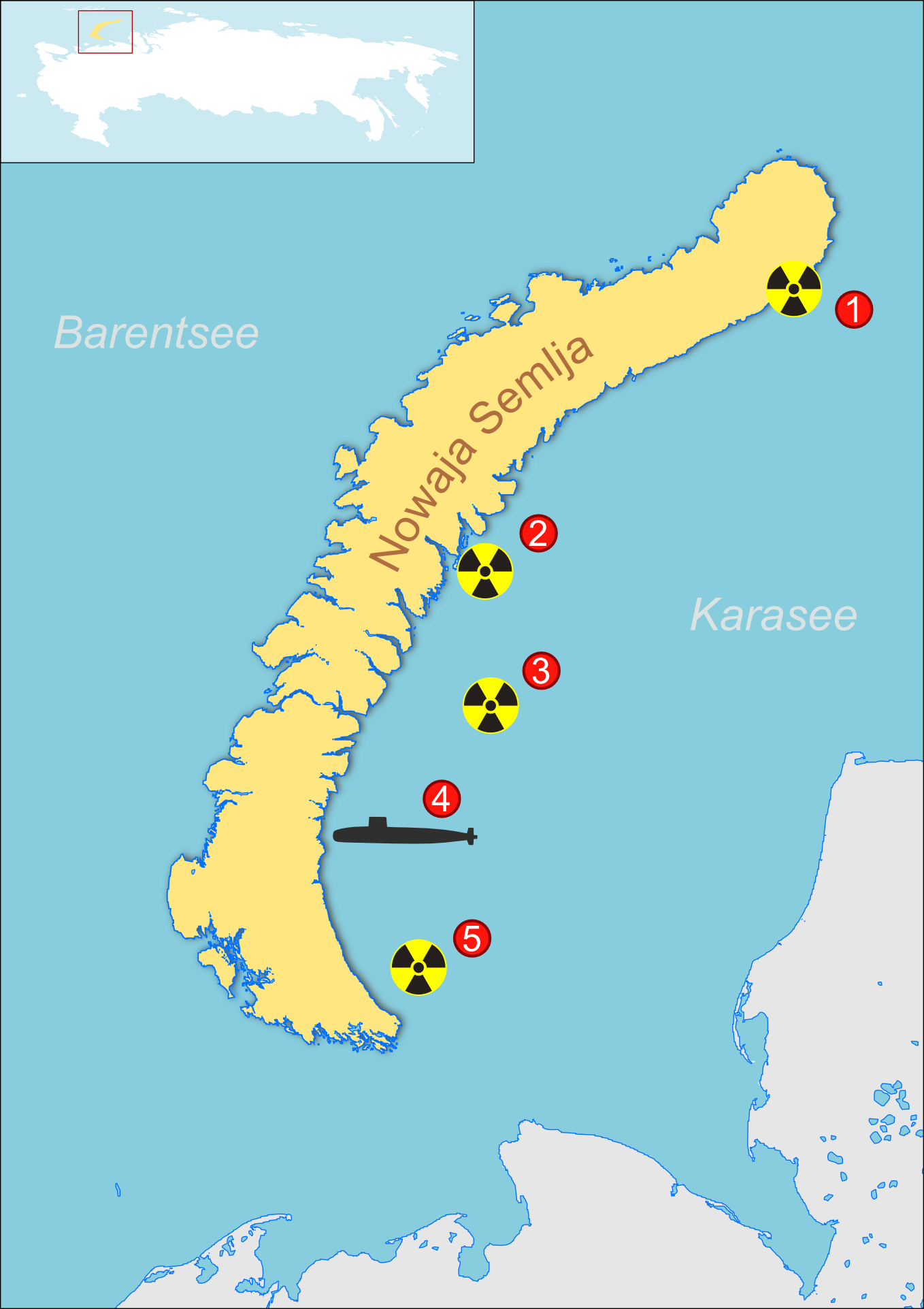
Verklappung von Atommüll bei Nowaja Semlja.
Position 2: 2 Reaktoren ohne verbrauchte Kernbrennstoffe und 60 % der Kernbrennstoffe des Eisbrechers Lenin in Containern

Erstmals 1838–1839 in einer Expedition unter der Führung des Namensgebers Awgust Ziwolka kartographiert.
1967 wurde östlich der Bucht ein beschädigter OK-150-Druckwasserreaktor des Atomeisbrechers Lenin versenkt. Da die gesamte Insel seitdem für Atomwaffentests und Endlagerstätten verwendet wurde, stellt sie bis heute ein Gesundheitsrisiko dar und ist unbewohnbar.